# Grand Champion (poire)
Grand Champion est une variété de poire.

## Origine
La variété a été obtenue aux États-Unis, en 1936. C'est une mutation de Gorham. L'arbre a été introduit en France par les établissements Delbard.

## Arbre
L'arbre manque de vigueur.

## Fruit
Le fruit est gros et de bonne qualité gustative.
C'est un gros calibre, ovoïde, à l'épiderme bronze.
Chair d'excellente qualité, vraiment très fine (pas de grains), juteuse. Son goût est sucré, parfumé.
Période de fructification : d'octobre à novembre.

#### Ouvrages
- André Leroy,  « Dictionnaire de Pomologie », Poires, tomes  I et II, Imprimeries Lachaire à Angers.
- H. Kessler : « Pomologie illustrée », Imprimeries de la Fédération S.A, Berne, ISBN
- Georges Delbard, « Les Beaux fruits de France d’hier », Delbard, Paris, 1993,  (ISBN 2-950-80110-2).
- Alphonse Mas, Le verger (1865-1870) et La pomologie générale (1872-1883). Le verger, tome 1, poires d'hiver, planche, 1865, aquarelles du verger, Le Verger français, tome 1, 1947.

#### Revues et publications
- Revue « Fruits Oubliés », no 54.